# Garanti Bank România
GarantiBBVA este o bancă din România care și-a început activitatea în 1998.
În ianuarie 2010, GarantiBBVA România avea o rețea de 75 de unități, 80 ATM-uri, peste 4.800 terminale POS și peste 630 de angajați în cele 29 de localități unde deținea agenții.
În anul 2009, activele băncii au crescut la 830 de milioane de euro față de 450 de milioane de euro în 2008.
La sfârșitul anului 2009, numărul de clienți al GarantiBank a ajuns la aproape 150.000, fiind de peste trei ori mai mare față de decembrie 2008.
GarantiBBVA este deținută de Turkiye Garanti Bankasi AS (TGB), a doua bancă privată, ca mărime, din Turcia.
Grupul financiar spaniol Banco Bilbao Vizcaya Argentaria (BBVA) este acționarul majoritar al TGB, deținând o cotă de 49.85% din capitalul social.
GarantiBBVA este prezent în Olanda, Germania, Elveția, România, Turcia și Ucraina.
În luna martie 2014, Garanti Bank și Garanti Credite Ipotecare au anunțat inițierea procedurilor oficiale pentru fuziunea celor doua companii în România, finalizarea acestora fiind estimată până la sfârșitul anului.
GarantiBBVA face parte din Grupul financiar-bancar Garanti România, care reunește și Garanti Leasing (marca sub care funcționează compania Motoractive IFN SA) și Garanti Credite de Consum (marca sub care funcționează Ralfi IFN SA).
În anul 2017, Garanti Bank avea o prezență națională prin 77 de agenții.
Numărul bancomatelor inteligente a ajuns la aproape 300.
De la 11 noiembrie 2019 brandul Garanti Bank a fost redenumit Garanti BBVA.